# Павел (фамилия)
Вижте пояснителната страница за други значения на Павел.
Павел или Паул (Paullus) е когномен в Древен Рим, който по-късно се появява и като praenomen (име) на различни римляни.
- Марк Емилий Павел (консул 302 пр.н.е.), консул 302 пр.н.е.
- Марк Емилий Павел (консул 255 пр.н.е.), консул 255 пр.н.е.
- Луций Емилий Павел (консул 219 пр.н.е.), консул 219, 216 пр.н.е.
- Луций Емилий Павел Македоник, консул 182 и 168 пр.н.е.
- Луций Емилий Павел (консул 50 пр.н.е.), консул 50 пр.н.е.
- Павел Емилий Лепид, суфекконсул 34 пр.н.е.
- Луций Емилий Павел (цензор), син на консула от 50 пр.н.е.
- Павел Фабий Максим, консул 11 пр.н.е.
- Луций Емилий Павел (консул 1 г.), консул 1 г.
- Павел Емилий Регил, квестор при император Тиберий (15-37 г.)
- Павел Фабий Персик, консул 34 г.
- Луций Сергий Павел, проконсул на Кипър по времето на император Клавдий
- Луций Сергий Павел, суфектконсул ок. 94 г.
- Луций Сергий Павел, суфектконсул 151(?) г., консул 168 г.
- Юлий Корнелий Павел, преториански префект, баща на Юлия Паула
- Юлий Павел, юрист, преториански префект 3 век

Други:
- Гай Светоний Павлин, консул 66 г.
- Квинт Аниций Фауст Павлин, управител на Долна Мизия 229, 230 или 230-232 г.
- Марк Юний Цезоний Никомах Аниций Фауст Павлин, консул 298 г.

Жени:
- Емилия Паула (230-162 пр.н.е.), съпруга на Сципион Африкански
- Юлия Паула, първата съпруга на римския император Елагабал
- Сергия Павла, дъщеря на Луций Сергий Павел, съпруга на Квинт Аниций Фауст Павлин